# Margo Su
Margarita Su López (Ciudad de México, 21 de marzo de 1930-Portland, Oregón, 1 de julio de 1993), conocida como Margo Su, fue una actriz, bailarina exótica, escritora y empresaria teatral mexicana. Era hermana de Su Muy Key, vedette. Recordada también como fundadora y propietaria del famoso Teatro Margo, hoy Teatro Blanquita, del teatro de Las Vizcaínas, y del Centro nocturno King Kong.

## Biografía
Margo comenzó su carrera como bailarina y corista en diversos centros nocturnos de la Ciudad de México a fines de los años 1940. Era hermana menor de la famosa vedette y Exótica Su Muy Key "La Muñequita China", quién murió asesinada trágicamente por un amante en 1951.
En 1949, Margo y su esposo Félix Martin Cervantes compraron un terreno frente a la Plaza Garibaldi con fondos que habían ganado en la Lotería Nacional, creando el Teatro-Salón Margo, un teatro que recordaba el estilo de las Carpas, con presentaciones de cómicos, vedettes y otros artistas. El teatro Margo sería demolido en 1958 por órdenes gubernamentales de Ernesto Uruchurtu Peralta, quien argumentó que este no cumplía con las reglas de seguridad necesarias para poder seguir en funcionamiento. Sin embargo, otra historia relata que la realidad de la demolición fue debido a que el político declarara que todo lo que se presentaba en ese lugar era «corriente, vulgar y de peladaje», añadiendo también las críticas que la actriz y cantante María Victoria, quien se presentaba ahí, llegó a recibir hasta el punto de llegar a llamarla «mujer provocativa» por su vestimenta ajustada y diminuta en sus presentaciones. Otra de las mayores razones para deshacerse del Margo, fue debido a que el tipo de funciones que se realizaban eran del género teatro de revista el cual se centra en la comedia, música, baile, o incluso la sátira y la sátira política, que para ese entonces era considerado de lo peor.
Su y Cervantes construyeron un nuevo teatro y le dieron el nombre de Blanquita, en honor a Blanca Eva Cervantes, prima de Felix. Fue abierto el 27 de agosto de 1960 con la presentación de Libertad Lamarque. Por entonces se convirtió en uno de los teatros más concurridos de la capital.
Margo Su administró el Teatro Blanquita hasta 1981, volviendo a su administración en 1989 y la abandonó finalmente en 1993 poco antes de su muerte.
Además de su faceta como empresaria teatral, Margo también intervino como actriz en algunas producciones cinematográficas y telenovelas. También se desempeñó como escritora y guionista. 
En 1990 publica su primer libro Alta Frivolidad, en el que daba su testimonio y narraba la historia de la vida nocturna y espectáculos frívolos de México. En 1991 escribe su segundo libro "Posesión", una novela sobre un personaje que tiene dos personalidades: por un lado, es policía viril en la Ciudad de México, y por otro, es mujer poderosa de la alta sociedad chilanga.
Margo Su falleció de cáncer en los Estados Unidos en 1993.

## Filmografía

### Cine
- Club de señoritas (1956)
- Juventud desenfrenada (1956)
- Las Leandras (1961)
- Las cosas prohibidas (1961)
- Confidencias matrimoniales (1961)
- División narcóticos (1963)
- He matado a un hombre (1964)
- La venganza 2 (1991)
- Gertrudis (1992)

### Televisión
- Extraños caminos del amor (1981)
- El pecado de Oyuki (1988)